# アルビ・サーキット
シルキュイ・ダルビ（Circuit d'Albi、アルビ・サーキット）は、フランス・トゥールーズのアルビ近郊にあるサーキット。
アルビグランプリが開催されたアルビ市街地コースに代わり建設された。1951年のフランスオートバイグランプリなどの会場となっており、モーターレースで70年の歴史がある。
アルビ飛行場（仏語版）の滑走路を囲むようにレイアウトされているのが特徴である。